# Event Horizon
|  | For den engelske betegnelse event horizon, se begivenhedshorisont |
Event Horizon er en amerikansk science fiction-skrækfilm fra 1997, instrueret af Paul W.S. Anderson og skrevet af Philip Eisner.
Blandt de medvirkende ses Laurence Fishburne, Sam Neill, Kathleen Quinlan og Joely Richardson

## Medvirkende
- Laurence Fishburne som Captain Miller
- Sam Neill som Dr. William 'Billy' Weir
- Kathleen Quinlan som Peters
- Joely Richardson som Lieutenant Starck
- Richard T. Jones som Cooper
- Jason Isaacs som D.J.
- Sean Pertwee som Smith 'Smitty'
- Jack Noseworthy som Ensign Justin
- Noah Huntley som Edmund Corrick
- Peter Marinker som Captain John Kilpack
- Holley Chant som Claire Weir, Dr. Weirs hustru
- Barclay Wright som Denny Peters, søn af Peters
- Robert Jezek som redningsarbejder